# Косути (Мазовецьке воєводство)
Косути (пол. Kosuty) — село в Польщі, у гміні Заремби-Косьцельні Островського повіту Мазовецького воєводства.
Населення — 89 осіб (2011).
У 1975-1998 роках село належало до Ломжинського воєводства.

## Демографія
Демографічна структура станом на 31 березня 2011 року:
|          | Загалом | Допрацездатний вік | Працездатний вік | Постпрацездатний вік |
| -------- | ------- | ------------------ | ---------------- | -------------------- |
| Чоловіки | 45      | 10                 | 28               | 7                    |
| Жінки    | 44      | 9                  | 22               | 13                   |
| Разом    | 89      | 19                 | 50               | 20                   |